# Eduard Gustav Eberty
Eduard Gustav Eberty (* 12. Juni 1840 in Görlitz; † 23. Juli 1894 in Tabarz) war Jurist und Mitglied des Deutschen Reichstags.

## Leben
Eberty besuchte das Gymnasium in Wittenberg und studierte in Heidelberg und Berlin Jura, Philosophie und Geschichte. Anschließend wurde er Assessor, später Hilfsrichter am Berliner Kammergericht. 1870 trat er ins Heer ein und nahm am Krieg gegen Frankreich teil.
1872 wurde er in die Berliner Stadtverordnetenversammlung zum besoldeten Stadtrat gewählt. Von 1886 bis 1893 gehörte er dem Preußischen Abgeordnetenhaus an, 1887 wurde er Stadtsyndikus. Von 1881 bis 1884 und von 1890 bis zu seinem Tode war er Abgeordneter des Deutschen Reichstags, als Mitglied zunächst der Liberalen Vereinigung, dann der linksliberalen Deutschen Freisinnigen Partei.
1893 verlieh ihm die Stadt Berlin den Ehrentitel eines Stadtältesten, vor allem in Würdigung seiner Bemühungen um den Bau des Viehhofs und der Markthallen. Sein Grab befindet sich auf dem Alten Zwölf-Apostel-Friedhof in der Schöneberger Kolonnenstraße. 1901 wurde in Berlin-Friedrichshain die Ebertystraße nach ihm benannt.